# 胡平表
胡平表（16世紀—1648年），字丹復，雲南臨安府建水州人，明朝、南明政治人物。

## 生平
胡平表是萬曆三十四年（1606年）雲南鄉試舉人，歷任忠州州判、重慶府推官、武清縣知縣。天啟元年（1621年），奢崇明同黨樊龍攻陷重慶，他縋城向秦良玉乞師，因此監督軍隊；在戰爭中立下功勞，轉為四川監軍僉事，兼理屯田，遷貴州右參議。
崇禎元年（1628年），總督張鶴鳴說：「胡平表只是一州小官，卻能慷慨赴義，恢復新都，解圍成都，在白市驛、馬廟戰鬥，據有兩嶺，斬殺和俘虜不少敵人。又奪取二郎關，擒拿賊帥黑蓬頭等人攻克重慶；用六千人擊敗奢崇明、安邦彥土酋的十萬兵，請求讓他以本官加督師御史銜，賜下敕令，他必定能將逆賊頭顱獻上。」不得批准，只給他進官為貴寧參政，恩蔭兒子擔任錦衣世千戶，後來擢升為貴州布政使；崇禎四年（1631年）因為做事不謹慎被罷官。十三年（1640年），楊嗣昌推薦他擔任武昌通判，監督部下軍事，嗣昌死後再次罷官歸鄉。永曆帝繼位，起用胡平表為太僕少卿。朱容藩僭位，授與他禮部尚書，後來死在夔州，贈太僕卿。

## 引用
1. 1 2  錢海岳《南明史·卷五十六·列傳第三十二》：（胡）平表，字丹復，建水人。萬曆三十四年舉於鄉。歷忠州、重慶推官。樊龍陷重慶，縋城乞師於秦良玉，遂監其軍。數戰有功，轉四川監軍僉事兼屯田。
2. ↑  《明史·卷二百四十九·列傳第一百三十七》：胡平表，雲南臨安人。萬歷中舉於鄉，歷忠州判官。天啟元年秋，樊龍陷重慶，平表縋城下，詣石砫土官秦良玉乞師，號泣不食飲者五晝夜，良玉為發兵。巡撫朱燮元檄平表監良玉軍。會擢新鄭知縣，燮元奏留之，改重慶推官，監軍兼副總兵，盡護諸軍將。戰數有功，擢四川監軍僉事，兼理屯田。遷貴州右參議。
3. ↑  錢海岳《南明史·卷五十六·列傳第三十二》：總督張鶴鳴言：「平表偏州小吏，慷慨赴義，復新都，解成都圍，連戰白市驛、馬廟，進據兩嶺，俘斬無算。奪二郎關，禽賊帥黑蓬頭等，遂克重慶。用六千人，敗奢、安二酋十萬兵，請以本官加督師御史銜，賜之專敕，必能梟逆賊首獻闕下。」部議格不行，乃進貴寧參政。久之，擢貴州布政使。崇禎四年大計，坐不謹落職。十三年，楊嗣昌薦以武昌通判，監標下軍事。嗣昌卒，罷歸。昭宗立，起太僕少卿。容藩僭立，授禮部尚書。後死夔州，贈太僕卿。
4. ↑  《明史·卷二百四十九·列傳第一百三十七》：崇禎元年，總督張鶴鳴言：「平表偏州小吏，慷慨赴義。復新都，解成都圍，連戰白市驛、馬廟，進據兩嶺，俘斬無算。奪二郎關，擒賊帥黑蓬頭，追降樊龍，遂克重慶。用六千人敗奢、安二酋十萬兵。請以本官加督師御史銜，賜之專敕，必能梟逆賊首獻闕下。」部議格不行，乃進秩右參政，分守貴寧道，蔭子錦衣世千戶。久之，擢貴州布政使。四年大計，坐不謹落職。十三年，督師楊嗣昌薦之，詔以武昌通判監標下軍事。嗣昌卒，乃罷歸。